# فورد نیلی
فورد نیلی یک خودروی مفهومی است که توسط فورد در سال ۱۹۹۶ طراحی شده و توسط کلود لوبو طراحی شده‌است. فقط دو نمونه از فورد نیلی ساخته شد، که تنها یکی از آنها در واقع کاربردی بود. مدل غیرکاربردی این خودرو که در مزایده ای یه فروش رسید توسط مالکش در یک سانحه نابود شد. پس می‌شود گفت که تنها یک دستگاه فورد نیلی سالم در جهان وجود دارد.
نیلی برای نشان دادن فن آوری فورد، با مواد جدید و تکنیک‌های ساخت و ساز و همچنین پیشرانه‌های قدرتمند و پیشرفت‌های آیرودینامیکی ساخته شده‌است. شاسی Monocoque در رابطه با Reynard Motorsport به وسیله مواد کامپوزیتی فیبر کربن ساخته شده‌است که به‌طور مستقیم متصل شده‌است. این تعلیق، یک نسخه مستقیم، در طراحی و مواد مختلف برای اتومبیل‌های رندر Indy بود، فقط کمی تغییر جهت اجازه دادن به طرح دو مسافر.
فورد نیلی دارای یک موتور VOLVED VL 485 DOHC با قدرت ۴۳۵ اسب بخار (۳۲۴ کیلووات) با گشتاور ۶۱۰۰ دور در دقیقه بود که از قطعات و مشخصات موتور Duratec V6 فورد در Ford Taurus و Mercury Sable استفاده می‌کرد. موتور V12 با استفاده از قطعات V8 مدولار نسبت به مدل V12 مورد استفاده در خودروی مفهومی Ford GT90 سالیانه است، هرچند که VL6 6.0 لیتری است. این موتور بعد از آن به استون مارتین قدرت بسیاری از اتومبیل‌ها را می‌دهد. این موتور به‌طور مستقیم به شاسی متصل شده و یک عضو تحمل بار برای بعضی از اجزای تعلیق است، همان‌طور که در اکثر خودروهای Indy یافت می‌شود. گیربکس یک دستگاه ۶ سیلندر با کلاچ دستی است و چرخ دندهٔ چرخ دندهٔ چرخشی نصب شده توسط Reynard برای اتومبیل‌های Indy آن ساخته شده‌است. فورد ادعا کرد که این موتور بسیار کارآمد است و باید در بزرگراه با سرعت ۲۸ مایل بر گرم در ایالات متحده (۸٫۴ لیتر / ۱۰۰ کیلومتر، ۳۴ مایل در دقیقه) حرکت کند.
درهای سبک قیچی، روشنایی HID، کرسی‌های سطل چرمی عمیق، استریو پر هزینه و یک سیستم کمربند ایمنی با چهار نقطه، باعث می‌شود که ماشین بیشتر دوستانه باشد.
این خودرو در بازی PC / PlayStation Need for Speed II به عنوان ماشین ۹ پنهان، در Ford Racing 2، Ford Racing 3 و همچنین در پروژه Gotham Racing 3 Project Xbox 360 به عنوان «مفهوم سوپر خودرو فورد» معرفی شد.